# Vadakku Valliyūr
Vadakku Valliyūr är en ort i Indien.   Den ligger i distriktet Tirunelveli Kattabo och delstaten Tamil Nadu, i den södra delen av landet, 2 300 km söder om huvudstaden New Delhi. Vadakku Valliyūr ligger 116 meter över havet och antalet invånare är 24 749.
Terrängen runt Vadakku Valliyūr är huvudsakligen platt, men västerut är den kuperad. Terrängen runt Vadakku Valliyūr sluttar österut. Runt Vadakku Valliyūr är det tätbefolkat, med 319 invånare per kvadratkilometer. Närmaste större samhälle är Kalakkādu, 16,0 km norr om Vadakku Valliyūr. Omgivningarna runt Vadakku Valliyūr är en mosaik av jordbruksmark och naturlig växtlighet.